# Quintessence (Borknagar)
Quintessence es el cuarto álbum de estudio de la banda noruega de metal progresivo Borknagar. Fue grabado en los Abyss Studios en enero del año 2000 y fue mezclado por Peter Tägtgren.
Según los miembros de la banda, este álbum fue concebido inicialmente como un lanzamiento de black metal relativamente directo, lo cual se refleja en la calidad de producción y en el énfasis en las voces agresivas por encima del canto limpio.
El vocalista Simen «ICS Vortex» Hestnæs toca el bajo en el álbum, tras la salida del anterior bajista, Kai K. Lie, antes de las sesiones de grabación. El teclista original, Ivar Bjørnson, y el baterista Eric «Grim» Brødreskift también fueron reemplazados por Lars A. Nedland y Asgeir Mickelson, respectivamente. Quintessence también sería el último álbum de Borknagar en contar con Hestnæs, quien dejó la banda para unirse a Dimmu Borgir (según se dice, debido a un ultimátum por parte de Øystein Brun), hasta su regreso en 2010.

## Temas
| N.º | Título                           | Duración |  |
| 1.  | «Rivalry of Phantoms»            | 4:36     |  |
| 2.  | «The Presence Is Ominous»        | 4:55     |  |
| 3.  | «Ruins of the Future»            | 4:55     |  |
| 4.  | «Colossus»                       | 4:27     |  |
| 5.  | «Inner Landscape» (instrumental) | 2:51     |  |
| 6.  | «Invincible»                     | 4:25     |  |
| 7.  | «Icon Dreams»                    | 4:32     |  |
| 8.  | «Genesis Torn»                   | 5:16     |  |
| 9.  | «Embers» (instrumental)          | 1:26     |  |
| 10. | «Revolt»                         | 6:05     |  |

## Personal

### Borknagar
- Simen Hestnæs (en los creditos aparece como “ICS Vortex”) – voces, bajo.
- Øystein G. Brun – guitarras.
- Jens F. Ryland – guitarras.
- Lars A. Nedland – sintetizadores.
- Asgeir Mickelson – batería.

### Producción
- Borknagar – producción, arreglos.
- Peter Tagtgren – producción, mezcla, ingeniería.
- Lars Szoke – ingeniería.
- Tom Kvallsvoll – masterizado.
- Christophe Szpajdel – logotipo.